# Malacoherpesviridae
Die Virusfamilie Malacoherpesviridae besteht derzeit aus zwei Virusgattungen mit Virusspezies, die Weichtiere infizieren. Ursprünglich beinhaltete die Familie nur eine Gattung Ostreavirus mit nur einer Virusspezies, dem Herpesvirus der Pazifischen Auster (Ostreides Herpesvirus 1, OsHV-1), und wurde bei der Neuschaffung der Virusordnung Herpesvirales 2009 als dritte Familie neu eingeführt. Zuvor war die Spezies als nicht-klassifiziertes Virus der Familie Herpesviridae zugeordnet. Der Name der Familie leitet sich vom altgriechischen μαλακός (malakos: weich) beziehungsweise μαλάκιον (malakion: Weichtier) ab und meint damit jenen Tierstamm, dem der erste bekannte Wirt des OsHV-1 angehört, die Pazifische Felsenauster (Crassostrea gigas).

## Morphologie
Die behüllten Virionen der Malacoherpesviren besitzen wie alle Herpesviren ein ikosaedrisches Kapsid (T=16), im Gegensatz zu anderen Herpesviren lassen sich Pentone nicht im Kapsid darstellen. Die Virionen sind rund bis unregelmäßig und haben einen Durchmesser von etwa 150 bis 200 nm.

## Genom
Das Genom besteht aus einem Strang einer linearen, doppelsträngigen DNA, deren Offene Leserahmen ähnlich organisiert sind wie bei Mitgliedern der Gattungen Simplexvirus und Cytomegalovirus bei Wirbeltieren. Das Genom des OsHV-1 ist 207.439 bp groß. Die Genomsequenz des zweiten beschriebenen Virus, dem Seeohren-Herpesvirus aus der Gattung Aurivirus ist noch nicht vollständig veröffentlicht.

## Systematik
- Ordnung Herpesvirales

- Familie Malacoherpesviridae

- Gattung Aurivirus

- Spezies Aurivirus haliotidmalaco1 mit Seeohren-Herpesvirus (Haliotid herpesvirus 1, HaHV-1)

- Gattung Ostreavirus

- Spezies Ostreavirus ostreidmalaco1 mit Herpesvirus der Pazifischen Auster (Ostreides Herpesvirus 1, OsHV-1)

- Vorschläge ohne Gattungszuweisung (gemäß NCBI-Taxonomie):

- Spezies „Chlamys acute necrobiotic virus“
- Spezies „Crassostrea gigas virus OsHV-1“
- Spezies „Malaco herpesvirus 1“
- Spezies „Malaco herpesvirus 2“
- Spezies „Malaco herpesvirus 4“